# NGC 3791
NGC 3791 је лентикуларна галаксија у сазвежђу Пехар која се налази на NGC листи објеката дубоког неба.
Деклинација објекта је - 9° 22' 0" а ректасцензија 11h 39m 41,6s. Привидна величина (магнитуда) објекта NGC 3791 износи 13,4 а фотографска магнитуда 14,4. NGC 3791 је још познат и под ознакама MCG -1-30-20, NPM1G -09.0447, PGC 36156.